# Aleksandr Yákovlevich Orlov
Aleksandr Yákovlevich Orlov (en ruso: Алекса́ндр Я́ковлевич Орло́в; Smolensk, 25 de marzojul./ 6 de abril de 1880greg. — Kiev, 28 de enero de 1954) fue un astrónomo ruso de la etapa soviética, miembro correspondiente de la Academia de Ciencias de la URSS (1927) y académico de la Academia Nacional de Ciencias de Ucrania (1939), uno de los creadores de la geodinámica.

## Biografía
Alexander Orlov nació en 1880 en Smolensk, en la familia de un clérigo.
Entre 1894 y 1898 estudió en el instituto de Vorónezh, y desde1898 a 1902 se graduó en física y matemáticas en la facultad de la Universidad de San Petersburgo. En 1901 y entre 1906 y 1907, trabajó en el Observatorio de Púlkovo.
Entre 1903 y 1904 asistió a conferencias en la Universidad de La Sorbona, y en el año 1905 en Gotinga y en Suecia. Ese mismo año ingresó en el Observatorio Astronómico de la Universidad de Tartu.
En 1910, obtuvo su maestría en la Universidad de San Petersburgo, y en 1915 se doctoró presentando una tesis sobre el tema "Resultados de las observaciones del efecto luni-solar sobre la deformación de la Tierra".
Entre 1913 y 1934 fue profesor en la Universidad de Odessa y  director del Observatorio Astronómico de la Universidad; entre 1926-1934 y 1938-1951 dirigió el Observatorio Gravimétrico de Poltava; en el período1934-1938 trabajó en el Instituto Astronómico Sternberg; y entre 1944-1949 y 1951-1952 fue director del Observatorio Principal de la Academia Nacional de Ciencias de Ucrania.
Orlov estaba casado y tuvo 6 hijos; de los que Borís Orlov (1906-1963), astrónomo, trabajó en el Observatorio de Púlkovo. Su nieto, Igor Georgievich Neizvestny es un físico destacado.
Orlov falleció en Kiev en 1954. Fue enterrado en el cementerio Lukyanovka de la ciudad.

## Actividades científicas
Orlov se dedicó a la teoría astronómica, la sismología, la gravimetría y la magnetometría.
Desarrolló nuevos métodos para analizar el campo gravitatorio, confeccionando los mapas gravimétricos de Ucrania, de la parte europea de Rusia, de Siberia y del macizo de Altái, conectándolos en una sola red. Se ocupó de la investigación de las variaciones anuales del eje instantáneo de rotación de la Tierra, obteniendo datos muy precisos sobre el movimiento de los polos terrestres. Estudió la influencia de la Luna sobre el nivel del mar y sobre la velocidad y dirección de los vientos.
Se ocupó activamente de la organización de la investigación científica, contribuyendo decisivamente al desarrollo de la astronomía en Ucrania. Fue el principal iniciador de la creación del Observatorio Gravimétrico de Poltava y del Observatorio Astronómico Principal de la Academia de Ciencias de Ucrania.

## Reconocimientos y honores

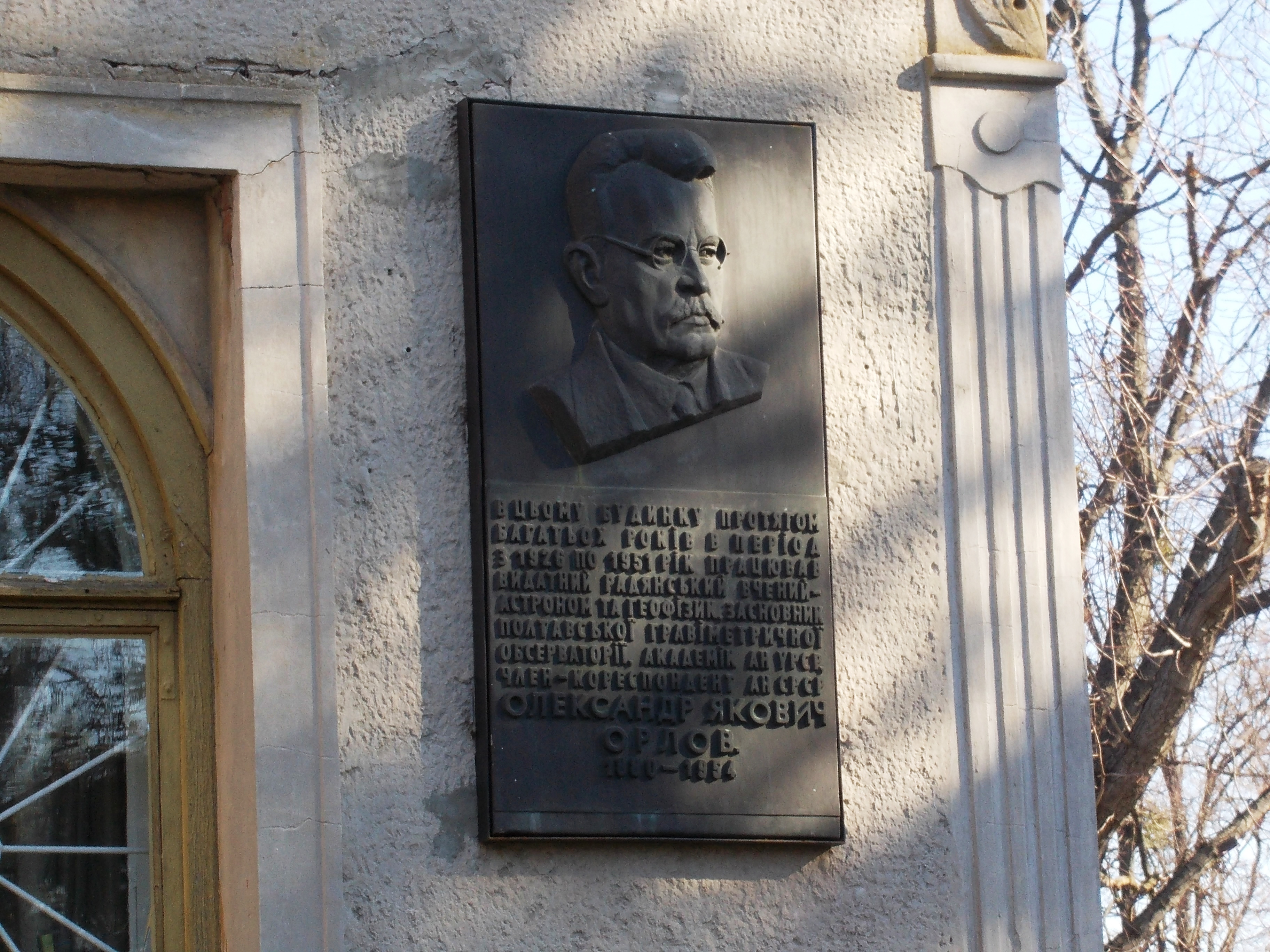
Placa conmemorativa

- Científico Emérito de la República Socialista de Ucrania (1951)
- Orden de Lenin
- Orden de la Bandera Roja del Trabajo (01.10.1944)

## Conmemoraciones
- El cráter lunar Orlov[1] lleva este nombre en su memoria, honor compartido con el también astrónomo ruso del mismo apellido Serguéi Vladímirovich Orlov (1880-1958).
- El asteroide (2724) Orlov también conmemora el nombre de ambos.[2]